# Matidia calcarata
Matidia calcarata es una especie de arañas araneomorfas de la familia Clubionidae.

## Distribución geográfica
Es endémica de Ambon (Indonesia).